# Caradocia delongi
Caradocia delongi är en insektsart som beskrevs av Caldwell 1944. Caradocia delongi ingår i släktet Caradocia och familjen rundbladloppor. Inga underarter finns listade i Catalogue of Life.